# Zeitschriftendatenbank
La Zeitschriftendatenbank (ZDB, en español: «base de datos de publicaciones periódicas») es la base de datos bibliográfica central (base temática de conocimiento)  para acreditaciones de títulos y propiedad de las publicaciones periódicas en Alemania, es decir revistas especializadas, revistas en general y periódicos. La ZDB indexa casi todas las bibliotecas científicas alemanas, como asimismo muchas otras bibliotecas públicas y está disponible para su uso gratuito en internet.  
La condición básica para que se acepte un título en la Zeitschriftendatenbank es que pertenezca al «género» de las publicaciones periódicas (revistas y series monográficas que aparecen periódicamente), en varias partes (números, tomos, volúmenes), y cuando la duración en el tiempo de la aparición de números o volúmenes no está limitada (como sí lo está, por ejemplo, en el caso de las enciclopedias y diccionarios enciclopédicos). Su espectro abarca no solo títulos impresos, sino también de revistas electrónicas y microfilme.
La base de datos registra qué publicaciones periódicas están disponibles en cuáles de las bibliotecas que participan en el sistema. Además, se pueden realizar búsquedas, por ejemplo por el título (nombre) de una revista. El así llamado «registro de existencias» entrega información sobre en qué biblioteca están disponibles cuales años. En cambio, la ZBD no registra títulos de artículos.
Por la envergadura de su índice de títulos y registros de existencia, la ZDB es en Alemania la columna vertebral del sistema de préstamo interbibliotecario para los géneros mencionados anteriormente. Aparte de las existencias de las bibliotecas alemanas, la base de datos registra las de Austria y (con ciertos límites) también las del resto de Europa. La ZDB, que constituye la mayor base de datos del mundo en su tipo, abarca más de 1,5 millones de títulos en todos los idiomas, desde el año 1500 hasta la actualidad, y contiene más de trece millones de registros de propiedad sobre estos títulos de alrededor de 4400 bibliotecas alemanas.
La operación de la Zeitschriftendatenbank se realiza centralmente en la Biblioteca Nacional de Alemania (base de datos y mantenimiento), mientras que la responsabilidad editorial está a cargo de la Biblioteca Estatal de Berlín (redacción central de la ZDB, redacción central de la GKD).
Desde junio de 2014, la mayor parte de los metadatos están disponibles bajo licencia Creative Commons-Cero (CC0 1.0) y con ello se encuentran liberados para su reutilización.